# Малай, Андрей Владимирович
Андрей Владимирович Малай (род. 13 марта 1973, Зеленодольск) — российский футболист, защитник, тренер.

## Биография
Воспитанник Училища олимпийского резерва Днепропетровска, Украинская ССР, играл в 1991 году за дублирующий состав «Днепра». В 1992—1997 годах играл в калининградской «Балтике», провёл за клуб 196 игры, забил три мяча. Пять следующих сезонов отыграл в московском «Торпедо» — 125 игр. В 2003 году перешёл в подмосковный «Сатурн». В первом сезоне отыграл все 30 матчей, но на старте следующего получил тяжёлую травму и на поле вернулся только в октябре 2005. Следующий сезон начал в составе стерлитамакского «Содовика», в июле перешёл в «Терек» Грозный и в том же году завершил профессиональную карьеру.
В 1989 году играл за юношескую сборную СССР.
Тренером вначале работал в ФШМ «Торпедо». В 2008 году был главным тренером дубля «Торпедо». В 2009—2010 — администратор и тренер «Торпедо-ЗИЛ». В 2012 году — старший тренер ФК «Уфа».